# Олепиры
Олепиры (укр. Олепіри) — село,
Кротенковский сельский совет,
Полтавский район,
Полтавская область,
Украина.
Код КОАТУУ — 5324082404. Население по переписи 2001 года составляло 7 человек.

## Географическое положение
Село Олепиры находится на правом берегу реки Ворскла,
выше по течению на расстоянии в 1 км расположено село Яцынова Слободка,
ниже по течению на расстоянии в 1 км расположено село Терновщина,
на противоположном берегу — сёла Петровка и Семьяновка.